# سامشویلده
سامشویلده (به لاتین: Samshvilde) یک منطقهٔ مسکونی باستانی در گرجستان است که در شهرداری تتری تسقارو واقع شده‌است.